# Carolus Huygen
Carolus Josephus Huygen (Rotterdam, 18 maart 1897 - 29 april 1979) was een Nederlands nationaalsocialistisch politiek activist.
Carolus Josephus Huygen was een zoon van Constant Augustin Huygen (28 oktober 1850 - 2 april 1925), een ingenieur, en Gijsberta Maria van Berckel (19 april 1855 - 14 juli 1935). Hij was een van de zes kinderen.
In de begintijd van de Nationaal-Socialistische Beweging (NSB) van Anton Mussert meldde Carel Huygen zich aan als lid. Hij kreeg stamboeknummer 1531 uitgereikt. In 1939 stond Huygen aan de wieg van de Mussert-garde, een verzameling van betrouwbare NSB-jongeren, waarvan het de bedoeling was dat zij in de periode 1939-1940 een staatsgreep zouden moeten plegen die Mussert aan de macht zou brengen. Huygen bekleedde sinds september 1940 de functie van secretaris-generaal van de NSB. In 1943 verscheen het interne Tuchtrechtreglement van de NSB, van de hand van Huygen. In 76 artikelen kwam de nationaalsocialistische ideologie naar voren.
Op 7 mei 1945 werd Huygen in Den Haag gearresteerd, in gezelschap van Mussert. In 1949 werd hij veroordeeld tot 20 jaar gevangenisstraf. Dit vonnis werd echter door de Bijzondere Raad van Cassatie vernietigd en zijn zaak werd terug verwezen naar de Bijzondere Strafkamer te Utrecht. Die veroordeelde hem in 1950 tot 18 jaar gevangenisstraf, maar al in 1955 ontving hij gratie. Vóór zijn dood deed Huygen afstand van het nationaalsocialisme en heeft hij zijn excuses aangeboden voor de misdaden van de NSB tijdens de oorlog.
 Portaal: Fascisme en nationaalsocialisme in Nederland · Fascisme · Nationaalsocialisme